# Coline Varcin
Coline Varcin (28 de enero de 1993) es una deportista francesa que compite en biatlón. Ganó dos medallas en el Campeonato Europeo de Biatlón de 2015, oro en la prueba individual y bronce en relevos.

## Palmarés internacional
| Campeonato Europeo | Campeonato Europeo | Campeonato Europeo | Campeonato Europeo |
| Año                | Lugar              | Medalla            | Prueba             |
| ------------------ | ------------------ | ------------------ | ------------------ |
| 2015               | Otepää (Estonia)   | Medalla de oro     | Velocidad          |
| 2015               | Otepää (Estonia)   | Medalla de bronce  | Relevos            |